# Löbach (Much)
Löbach ist ein Ortsteil der Gemeinde Much im Rhein-Sieg-Kreis. Der Ort wurde 1487 erstmals urkundlich erwähnt. Der Name des Bröl-Nebenbaches Löbach, in dessen Tal der Weiler Löbach liegt, stammt vermutlich von dem dortigen Baumbestand, dessen Rinde zum Gerben verwendet wurde. Das mittelhochdeutsche Wort lo bedeutet abreißen, schälen oder löchern. Vielleicht betrieb der Bach auch eine Lohmühle.

## Lage
Löbach liegt im Süden Muchs. Nachbardörfer sind Birrenbachshöhe im Norden, Tüschenbonnen im Osten, Derscheid im Süden und Hermerather Mühle im Westen. Der Ort ist über die Landesstraße 350 erreichbar.

## Einwohner
1901 hatte der Weiler 68 Einwohner. Verzeichnet waren folgende Haushalte: die Ackerer der Familien Franken mit Gerhard, Johann, Peter Josef und Wilhelm, Ackerer Joh. Peter Gräf, Ackerer Wilhelm Gräf, Ackerin Witwe C. Keppler, Schreiner H. W. Rödder sowie die Ackerer Carl und Gerhard Wilhelm Thiel.

## Dorfleben
Traditionell wird im Ort Pfingsteiersingen veranstalten. Die Dorfgemeinschaft hat eine Fußballmannschaft und nimmt mit einem Wagen am Erntedankfest in Wohlfahrt teil. Löbach ist der katholischen Pfarrei Hermerath in der Gemeinde Neunkirchen-Seelscheid zugeordnet.